# Indiana Farmers Coliseum
Indiana Farmers Coliseum, tidigare Indiana State Fairgrounds Coliseum, Pepsi Coliseum och Fairgrounds Coliseum, är en inomhusarena i den amerikanska staden Indianapolis i Indiana. Den byggdes mellan 1936 och 1939.
Den 31 oktober 1963 drabbades arenan av en explosion på grund av läckande propan under ett evenemang, det resulterade i att 81 personer miste livet och uppemot 400 blev skadade.
Sportlagen Indianapolis Capitals, Indianapolis Capitols, Indianapolis Checkers, Indianapolis Chiefs, Indianapolis Ice, Indiana Ice och Indiana Pacers har alla haft arenan som sin hemmaarena. Idag spelar ishockeylaget Indy Fuel sina hemmamatcher i Indiana Farmers Coliseum.